# Amphilophus hogaboomorum
Amphilophus hogaboomorum es una especie de peces de la familia Cichlidae en el orden de los Perciformes.

## Morfología
Los machos pueden llegar alcanzar los 15 cm de longitud total.

## Distribución geográfica
Se encuentra en la América Central: cuenca del río Choluteca (Honduras ).  